# Provocatio ad populum
La provocatio ad populum (in italiano: appello al popolo) è stato un istituto del diritto penale romano, introdotto dalla Lex Valeria de provocatione del 509 a.C. (rogata dal console Publio Valerio Publicola) e applicato in particolare nel periodo repubblicano.
La norma prevedeva la possibilità che la pena capitale di un condannato a morte potesse essere trasformata in altra pena se così stabilito da un giudizio popolare.

## Età regia
Controversa è l'esistenza di una provocatio ad populum o istituti similari in età regia, quando il re aveva la pienezza dei poteri giurisdizionali, ma in cui è possibile che per i reati più gravi si riunisse l'assemblea (costituita da soli patrizi).
L'opinione prevalente degli scrittori in età repubblicana, era nel senso dell'esistenza di tale istituto anche in età regia:
(Cicerone, De re publica)
Controverso è il passo di Tito Livio sull'Orazio superstite, uccisore della sorella. Avrebbe invocato la provocatio, ma la vita gli sarebbe stata salvata per la grazia popolare.
L'istituto della provocatio introdusse un diritto del condannato a morte a richiedere che la pena irrogatagli fosse riconsiderata da un'assemblea cittadina solo dopo l'approvazione della Lex Valeria del 509 a.C.: per il periodo precedente la tradizione riferisce soltanto di una facoltà del rex nei casi in cui, a sua discrezione, sembrasse più opportuno rimettere la decisione a un'assemblea cittadina.

## Età repubblicana
La tradizione sottolinea che uno dei primi provvedimenti dello Stato repubblicano fu quello di aver stabilito la provocatio ad populum, legata al nome di Publio Valerio Publicola, eletto nel 509 a.C., al primo rinnovo delle cariche consolari.
In seguito all'assunzione di una linea politica improntata ad una deriva autoritaria - ad opera dell'organo del decemvirato legislativo (istituito nel 451 a.C e preposto all'individuazione di un complesso di norme fondamentali in grado di disciplinare in linee generali settori del diritto pubblico e privato) - l'istituto della provocatio ad populum venne sospeso. 
Nel 449 a.C. venne emanata, ad opera dei consoli Lucio Valerio e Marco Orazio, la lex Valeria Horatia de provocatione, che di fatto ripristinò la provocatio ad populum e sancì il divieto di istituire magistrature che - nell'esercizio dello ius coercitionis - fossero esenti dal limite della provocatio.
In una prima fase il popolo si esprimeva attraverso i comizi curiati, poi in seguito alla legge delle XII tavole la provocatio ad populum si svolse davanti ai comizi centuriati. Cadde in disuso anche per le limitazioni via via apportatele da diversi legislatori, soprattutto del periodo tardo-repubblicano. Scomparve definitivamente nel periodo del principato.
I magistrati romani avevano un potere inizialmente illimitato e senza appello, temperato solo dalla limitata durata temporale della propria carica. Di fronte perciò al rischio di abusi nell'infliggere la pena capitale, secondo l'interpretazione tradizionale risalente al Mommsen la provocatio sarebbe stato un modo di ammettere un appello straordinario dinanzi all'intero popolo. Questa interpretazione è confutata da altri studiosi, come il Santalucia per il quale «è erroneo qualificare la provocatio come "appello al popolo", poiché l'appello presuppone il precedente giudizio di un magistrato, giudizio che qui manca»: in quella fase del diritto romano, il popolo è infatti già titolare di una sua giurisdizione, la funzione di iudicatio, che convive insieme con la coercitio del re. In questa interpretazione, quindi, la provocatio ha sì la funzione di "tamponare" gli eventuali eccessi di imperium, il quale dal re si trasfonde ai magistrati, ma il ruolo dell'assemblea dei cives non è quello di appello, ma di vero e proprio giudizio, in quanto l'atto del magistrato «è un atto di amministrazione, non un atto di giurisdizione».
La misura fu in una prima fase applicabile solo per condannati a morte della classe patrizia. Successivamente furono ammessi anche i plebei. Del resto la composizione dei comizi centuriati che vedeva una forte sperequazione censuaria delle attribuzioni delle centurie tra le cinque classi e il sistema di votazione che vedeva chiamate al voto le centurie a partire dalla prima classe, rendeva la provocatio ad populum uno strumento in mano alle classi privilegiate.
Come segno esterno della provocatio ad populum i littori che precedevano i magistrati, quando erano nella città di Roma, portavano i fasci littori privi di scure, a indicare che il magistrato era privo del potere di irrogare pene capitali. Fuori Roma, come accadeva in occasione di campagne militari, il potere era in genere pieno, e i littori avevano pertanto i fasci con le scuri.
Cicerone, durante la congiura di Catilina, mise a morte nel carcere Tullianum cittadini romani complici di Catilina senza concedere la provocatio. Publio Clodio Pulcro, suo avversario politico, fece allora votare con un plebiscito una legge che stabiliva la pena dell'esilio a chi avesse deliberato una condanna a morte senza concedere la provocatio.

## Età imperiale
In età imperiale la provocatio è ancora attestata, ma ormai il populus è sostituito dall'imperator. Ma una nuova figura si impone: il cittadino romano pronunciando le parole "Caesarem appello" si sottraeva alla giurisdizione del magistrato provinciale e la causa era trasferita a Roma. San Paolo, proprio per questo, si sottrasse per due anni alla condanna e venne condotto a Roma.
Il giurista Giulio Paolo conferma che alla sua epoca il diritto di appello al popolo si era trasformato in appello all'imperatore:
(Paolo, Sententiae receptae, V, 26, 1)

## Cronologia delle leggi
Secondo i dati tradizionali, la cronologia delle leggi sulla provocatio ad populum è la seguente.
- 509 a.C. Lex Valeria I magistrati non potevano sottoporre a fustigazione o condannare a morte il cittadino romano che avesse esercitato la provocatio ad populum
- 454 a.C. Lex Aternia Tarpeia de multis Il limite delle multe per i cittadini romani, oltrepassato il quale era possibile invocare la provocatio era fissato in 3.020 assi, pari al valore di 30 buoi più due pecore.
- 452 a.C. Lex Menenia Sestia de multa et sacramento
- 450 a.C. Leges XII Tab. La condanna a morte del cittadino doveva essere pronunciata dai Comizi centuriati.
- 449 a.C. Lex Valeria Horatia Non potevano essere istituite nuove magistrature che fossero esenti dal rispetto della provocatio
- 300 a.C. Lex Valeria ascritta al console M. Valerio Corvo, la quale dichiarava come "meritevole di riprovazione" l'atto del magistrato che avesse fatto fustigare e uccidere un cittadino in mancanza di provocatio.
- 199 a.C. Lex Porcia I, detta Lex Porcia de capite civium. Estende il diritto di provocatio oltre i 1000 passi da Roma, quindi in favore dei cittadini romani residenti nelle province e dei soldati nei confronti del loro comandante.
- 195 a.C. Lex Porcia II, detta Lex Porcia de tergo civium. Estese la facoltà di provocatio ad populum contro la fustigazione.
- 184 a.C. Lex Porcia III. Prevedeva una sanzione molto severa (forse la pena capitale) per il magistrato che non avesse concesso la provocatio.

### Fonti primarie
- Cicerone, De Republica II
- Seneca, Lettera 108

### Fonti secondarie
- Luca Fezzi, Il tribuno Clodio, Laterza, Roma-Bari 2008
- Luigi Amirante, "Sulla provocatio ad populum fino al 300", in Studi di storia costituzionale romana, Napoli 1988
- Luigi Amirante, "A proposito della "provocatio ad populum" fino al 300", in Iura 37, 1986
- Luigi Garofalo, " "Iuris interpretes" e inviolabilità magistratuale" in Seminarios Complutenses de Derecho Romano (2001), Milano, 2003
- Giuseppe Grosso, "Monarchia, provocatio e processo popolare", in Studi in onore di Pietro De Francisci, Torino, 2000
- Michel Humbert, Le tribunat de la plèbe et le tribunal du peuple: remarques sur l'histoire de la provocatio ad populum, MEFRA, 1988
- Roberto Pesaresi, "Improbe factum: riflessioni sulla provocatio ad populum", in Fides humanitas ius, Napoli, 2007
- Arnaldo Biscardi, Aspetti del fenomeno processuale nell'esperienza giuridica romana, Ed. Cisalpino-Goliardica, Milano, 1973